# 국가회계기준센터
국가회계기준센터는 국가회계제도에 대한 전문적인 연구ㆍ조사 및 국가회계기준에 대한 실무검토를 위하여 한국공인회계사회가 대한민국 기획재정부로부터 위탁받아 운영하는 회계연구기관이다.

## 연혁
- 2010년 6월 국가회계기준센터 설치ㆍ운영[3]
- 2014.1.1. '국가회계재정통계센터'로 명칭 변경, 한국조세재정연구원으로 이관됨

## 조직

### 국가회계기준센터 소장
- 국가회계기준자문위원회

#### 총괄팀장
- 회계기준팀
- 평가분석팀
- 국제협력팀

## 같이 보기
- 한국공인회계사회
- 대한민국 감사원